# Marcelo Saralegui
Marcelo Saralegui Arregín (ur. 18 maja 1971 w Montevideo) – urugwajski piłkarz występujący na pozycji ofensywnego pomocnika, reprezentant Urugwaju, trener piłkarski.